# Havunjärvi
Havunjärvi eller Havujärvi är en sjö i Finland. Den ligger i kommunen Keuru i landskapet Mellersta Finland, i den södra delen av landet, 220 km norr om huvudstaden Helsingfors. Havunjärvi ligger 140,5 meter över havet. I omgivningarna runt Havunjärvi växer i huvudsak blandskog. Den är 15 meter djup. Arean är 92,3 hektar och strandlinjen är 8,21 kilometer lång. Sjön  ingår i Kumo älvs huvudavrinningsområde. 